# そにょもにょ
『そにょもにょ』は、たつねこによる日本の漫画作品。

## 概要
一迅社の雑誌『コミックZERO-SUM』で、2002年6月号より2007年4月号まで連載された。全2巻。
1話が8ページというショートコミックだが、各話読み切りではなく連続したストーリーになっている。

## あらすじ
模型マニアの中学生・工平は、組立式ロボットキットの改造が趣味だが、よく失敗しては爆発させている。今日も改造に失敗して大爆発したところに、机の引き出しから飛び出して来たのは、未来からやって来た丸っこい猫型ロボット……ではなく、かわいらしくも巨乳な、猫耳メイドロボット少女だった!?
グフと自称するメイドロボ、クラスメイトの面々、不思議な天才少女などに振り回される工平の、明日はどっちだ!?

## 主な登場人物
弓削 工平（ゆげ こうへい）
主人公。中学2年生。アニメ、ゲーム、模型が好きなオタク少年。外見は、栗色のショートヘアー、同じく栗色の瞳に、大きめの眼鏡をかけた普通の少年。
学校では、まじめで気が小さい。制服の詰襟はきちんと留めている。
家族は海外出張中で、一人暮らしをしている。
様々な事情で、グフや浅葱といっしょに入浴したことがある。
身長156cm、体重42kg。血液型はO型で、生まれ星座は乙女座。
グフ
未来からやって来たと自称する、巨乳猫耳メイドロボット娘。胸はFカップ。
青いショートヘアーに同色の猫耳、紅い瞳、青系のメイド服に大きな鈴がついた赤い首輪をつけている。メイド服はミニスカート。
名前の「グフ」は自称で、工平の部屋にあったMS-07グフ（ガンダムに登場するモビルスーツの1つ）のフィギュアを見て思いついた名前のように思われる。
将来、工平が開発するという「超発展型並列推論人工知能搭載人造人間」、すなわち「心を持ったロボット」の第1号。
「心を持っている」が、本当にそれを理解していないと思っていて、工平に「愛（ラブ）」を教えてもらいにやって来た。
メイドだけに、工平を「ご主人様」と呼びたがっていたが、工平に激しく却下された。
ボディには、腕や足などに継ぎ目があるが、これは光学迷彩で見えなくすることができる（見えないだけで、直接触れると継ぎ目がわかる）。
御堂・ガーランド・浅葱（みどう がーらんど あさぎ）
10歳だが天才で、中学2年の工平のクラスに転入して来た。アメリカ帰りの帰国子女。
シルバーブロンドのセミロングの髪を、青いリボンでツインテールにしている。瞳は紅。寡黙で、会話の前後に「…」がつく。
いつも、ウサギのぬいぐるみを持っている。名前は「アルジャーノン」。
工平を「特異点」と呼び、注目している。
鈴宮 美穂（すずみや みほ）
工平とは幼なじみ、家が隣どうし、また学校では同じクラスで、アイドルにして委員長という、恋人条件をほぼすべて揃えた美少女。
ブロンドの長いサラサラの髪に、大きな赤いリボンを蝶結びにしてつけている。瞳は青。
胸がほとんどないのが悩み。
工平が好きで、グフや浅葱を敵視している。
血液型はA型で、生まれ星座は天秤座。
天王寺 細（てんのうじ ささめ）
工平のクラスメイト。ケンカ番長だが、工平、美穂、鏑木、赤坂たちとは仲が良い。
血液型はA型で、生まれ星座はかに座。
鏑木 総一郎（かぶらぎ そういちろう）
工平のクラスメイト。剣道部副主将。
髪型はオールバック。目は線目。制服の詰襟はきちんと留めている。
血液型はO型で、生まれ星座は射手座。
赤坂 桃也（あかさか とうや）
工平のクラスメイト。ナンパ師。かわいい系の少年。
細や総一郎より、少し背が低い。
血液型はAB型で、生まれ星座はさそり座。
鈴宮 千穂（すずみや ちほ）
美穂の妹。かなり生意気で、姉の美穂とよくケンカしている。
天王寺 藍（てんのうじ あい）
工平たちのクラス担任。細の姉。24歳。
ふだんは、ロングヘアーをアップにして、眼鏡をかけている。ツリ目。スリーサイズはB87/W58/H90。
趣味は読書、家族は祖父・父母・弟、父は国会議員。
ややサドっ気があり、工平が気に入っている（ヒールで踏んだり、歯で噛んだりしていじめてみたいらしい）。自宅の自室には、壁や天井に工平の巨大写真が多数貼られ、ベッド近くには工平を模した抱き人形がある。この趣味は、弟の細も知っている。
血液型はA型で、生まれ星座は獅子座。
マイ子（まいこ）
工平が作ったAI。パソコンの中に存在し、コマンドで会話できる。
外見は、ロングヘアーを大きな鈴が2つずつついたリボンでツインテールにしている。
当初、すでにあるデスクトップアクセサリ程度の機能だったが、工平がパソコンを叩いて壊れかけた時、感情を持った高度のAIとなった。
不安定なパソコンでのみ活動でき、パソコンの寿命とともに消失した。

## 主な舞台
弓削家
工平の家。工平以外の家族が父親の海外赴任に付いて行ったため、工平が一人暮らししていたところに、未来からグフがやって来た。
工平の部屋は2階にあり、机とベッドの他、パソコンや多数のマンガ本、ゲームソフトなどがある。
工平が愛用する目覚まし時計は、作者の別作品「フランケンシュタインズ・プリンセス」に登場する鳥型ロボット「ガブリエル」にそっくり。ただし目覚まし用の音声は、Kanonの名雪が祐一の目覚まし時計用に吹き込んだセリフと同じ。
部屋の本棚には数体のフィギュアがあり、中には「先行者」といったマニアックなものもある。
部屋の机の前の窓は、グフが来る直前の爆発で大破したまま。ブルーシートでふさいでいるが、すきま風が激しい。
白鳳中学校
工平や美穂が通う。
商店街
グフや美穂が買い物に来る。2人が鉢合わせすると、必ずケンカが起きる。

## 書誌情報等

### 単行本
一迅社より「ゼロサムコミックス」として刊行されている。全2巻。
1. 第1巻（2005年7月25日発売・2005年8月15日初版発行） ISBN 4-7580-5158-5
2. 第2巻（2007年6月25日発売・2007年7月15日初版発行） ISBN 978-4-7580-5294-8